# Can Bruguera (Vilassar de Dalt)
Can Bruguera és una masia de Vilassar de Dalt (Maresme), catalogada com a bé cultural d'interès local.

## Història
L'antic mas Delmer o Diumer és documentat des de mitjan segle xiv, i l'any 1508, amb el casament de Bartomeu Colomer de Munt i Margarida Delmer, s'unificaren els patrimonis dels masos Colomer de Munt i Delmer. A partir del 1570, Bartomeu Colomer de Munt esmicolà la quintana del mas en cossos de casa, que establí en emfiteusi a diverses famílies de menestrals, tot donant origen al carrer Nou, i el 1589, el mas i les dependències annexes foren establerts als Mainou per Genís Colomer de Munt. Aquests exerciren de boters al segle xvii, i Magí Postius i Mainou era botiguer de teles a Barcelona.
A la segona meitat del segle xviii en fou propietari Jaume Bach, al qual succeí el seu cosí Ignasi de Bruguera i Almirall, que donaria a la casa el nou amb el que avui es coneix.

## Descripció
És una casa senyorial de finals del segle xix, de planta baixa, pis i golfes, amb coberta de teules a dues aigües i carener paral·lel a la façana principal. Aquesta té una composició simètrica a partir de tres eixos verticals d'obertures (balcons amb balustres al pis), amb una cornisa de coronament. El parament és encoixinat i hi ha diversos cossos annexos fruit d'ampliacions. Conserva un magnífic celler al soterrani, que s'adapta al desnivell del terreny i al qual s'hi accedeix des de la Riera de Targa. També hi ha una llar de foc modernista i una biblioteca amb manuscrits d'època moderna.
A l'exterior hi ha un jardí romàntic, on es troba un petit oratori familiar que conserva, en un reliquiari, el bastó de Sant Josep Oriol, vinculat a Vilassar a través del seu padrastre Domènec Pujolar. Davant de la façana hi ha dos fanals de gas fets de bronze, que representen una figura de patge vestit d'estil renaixentista.